# Египтянин (альбом)
Египтянин — одиннадцатый музыкальный альбом, записанный и выпущенный рок-группой «Пикник» в 2001 году. Две песни с этого альбома («Египтянин» и «Фиолетово-чёрный») стали «визитными карточками» группы и до сих пор исполняются на каждом концерте.
Альбом был издан 26 марта 2001 года на лейбле Grand, который пришёл на смену ранее выпускавшей альбомы «Пикника» звукозаписывающей компании Aura Records. В основу этой пластинки лег материал, который группа успела накопить за 3 года. Также в альбом впервые вошла песня "Бал", написанная ещё в 1980-х. По мнению журналиста Андрея Бурлаки, в число лучших песен альбома вошли такие песни, как «Миллион в мешке», «Ни твоё, ни моё» и «Фиолетово-чёрный».
По словам лидера группы Эдмунда Шклярского, «Египтянин» — это тот случай, когда в альбоме есть одна центральная песня (собственно, сама заглавная — «Египтянин»), а все остальные просто группируются вокруг неё и служат своеобразной поддержкой.

## Список композиций
| №   | Название                       | Длительность |
| --- | ------------------------------ | ------------ |
| 1.  | «Миллион в мешке»              | 3:25         |
| 2.  | «Ни твоё, ни моё»              | 4:15         |
| 3.  | «Фиолетово-чёрный»             | 4:10         |
| 4.  | «Египтянин»                    | 5:10         |
| 5.  | «Лакомо и ломко»               | 4:39         |
| 6.  | «Бал»                          | 4:32         |
| 7.  | «Через 10000 лет»              | 3:45         |
| 8.  | «Перламутр и пырей»            | 4:15         |
| 9.  | «Взгляд туманный пьёт нирвану» | 3:43         |
| 10. | «Вдалеке от городов»           | 4:17         |

## Участники записи
- Эдмунд Шклярский — музыка, слова, вокал, гитара, соло-гитара, слайд, акустика
- Святослав Образцов — бас-гитара, бэк-вокал
- Сергей Воронин — клавишные
- Леонид Кирнос — ударные, перкуссия